# Hermann Bluth
Gustav Hermann Bluth (* 14. Mai 1844 in Iserlohn; † 4. März 1928 in Köln) war ein deutscher Architekt und kommunaler Baubeamter.

## Leben
Bluth arbeitete von 1873 bis 1893 als Stadtbaumeister und von 1894 bis vor 1910 als Stadtbaurat der Stadt Bochum. Seit 1875 war er Mitglied des Architekten- und Ingenieur-Vereins (AIV). Er wurde mit dem Ehrentitel eines (königlich preußischen) Baurats ausgezeichnet.
Als gegen Ende des Jahrhunderts der Antisemitismus gegen die Juden auch in Bochum zunahm, gab es auch unerfreulichste politische Veranstaltungen. Dazu zählten mehrere antisemitische Vorträge und Parteiversammlungen während der 1880er-Jahre. Ein bekannter Antisemit, Max Liebermann von Sonnenberg, der 1884 mehrfach im Schützenhof aufgetreten war, zog mit seiner Rede bis zu 3000 Zuschauer an. Die Honoratioren der Stadt Bochum fühlten sich dazu berufen, klare Gegenposition zu beziehen. In einem offenen Brief vom 12. Juli 1884 distanzierten sich mehr als 60 angesehene Bochumer Bürger von der judenfeindlichen Bewegung: Industrielle, leitende kaufmännische Angestellte, Angehörige des Mittelstandes und hohe städtische Beamte. Darunter war neben dem wichtigsten Industriellen von Bochum, Louis Baare, auch der Stadtbaumeister Buth. Sie appellierten an die Leser, sich von solchen Versammlungen fernzuhalten.
Bluth lebte die letzten Jahre in Köln und starb dort 1928 im Alter von 83 Jahren. Er war verheiratet mit Maria Bluth geb. Becker.

## Bauten (Auswahl)
- 1875–1878: Restaurant im Stadtpark Bochum (Holzbau; 1914 durch massiven Neubau ersetzt)[5]
- 1890–1892: Schulgebäude des Städtischen Gymnasiums in Bochum, Ostring (Fassade erhalten und in Neubau des Justizzentrums integriert)[6]
- 1893–1894: Dienstvilla des Oberbürgermeisters in Bochum, Scharnhorststraße (nicht erhalten)[7]
- 1893–1894: Städtische Badeanstalt in Bochum, Marienstraße 13 (heutige Maximilian-Kolbe-Straße; im Zweiten Weltkrieg zerstört)[8]
- 1893–1895: Erweiterungsbau des Rathauses in Bochum, Mühlenstraße (heutige Hans-Böckler-Straße; um 1930 abgebrochen)[9]